# Aviatik C.I
 Aviatik C.I  a fost un avion militar german construit de către Fabrica de avioane Aviatik. A fost folosit ca avion de observare și bombardament ușor în timpul  Primului Război Mondial.
Avionul Aviatik C.I s-a aflat în înzestrarea Corpului Aerian⁠(en)[traduceți] din Armata României, la începutul campaniei din anul 1916 existând un singur exemplar primit până la începerea războiului. : Anexa 10 :pp. 85-125

## Principii constructive
Aviatik C.I a fost proiectat într-o configurație biplan cu aripi cu anvergură diferită, având elice tractivă (dispusă în fața motorului). Motorul era de tip Benz, cu șase cilindri în linie, răcit cu apă, de 160 CP. Avionul avea ampenaje clasice, un stabilizator dispus în partea posterioară și o direcție inferioară. Carlinga, care conținea motorul și spațiul pentru echipaj, era montată între aripa superioară și cea inferioară. Trenul de aterizare era compus dintr-o pereche de roți simple în față și bechie cu patină în spate. Avionul era destinat pentru misiuni de recunoaștere, dar putea fi dotat și cu o mitralieră. :pp. 89-92